# Hold Your Fire (Rush)
| Recensione | Giudizio |
| ---------- | -------- |
| AllMusic   |          |

Hold Your Fire è il dodicesimo album in studio della rock band canadese Rush, ed è stato pubblicato l'8 settembre 1987.
Il disco è stato registrato al Manor Studio nell'Oxfordshire, al Ridge Farm Studio nel Surrey, negli Air Studios a Monserrat ed al McClear Place di Toronto tra il gennaio e l'aprile 1987 e mixato al Guillaime Tell Studio di Parigi nel maggio dello stesso anno. L'album è stato certificato disco d'oro dalla RIAA il 9 novembre 1987.

## Descrizione
Hold Your Fire, è l'ultimo album in studio della cosiddetta terza fase della discografia dei Rush, caratterizzata da un grande uso dei sintetizzatori, che avvicina il sound della band a quello del rock elettronico e della new wave, mentre si allontana dalle sonorità più progressive rock e hard rock degli esordi. I brani sono mediamente più brevi e assimilabili alla classica "forma canzone", nonostante continuino ad essere presenti arrangiamenti ed intermezzi strumentali tipici del progressive rock. L'album, pur ottenendo discreti dati di vendita, ha riscosso meno successo rispetto ai lavori precedenti: i suoni sono morbidi, dominati dalle tastiere, molto lontani dalle sonorità tipiche del rock, gli arrangiamenti nuovamente arricchiti da orchestrazioni. Il disco ha come tema dominante "l'istinto" nelle sue varie declinazioni, il quale è interpretato come una fiamma ardente alimentata dal desiderio di fare qualche cosa.

### Produzione
Secondo Neil Peart per la realizzazione di Hold Your Fire è stato confermato sia lo staff tecnico del precedente album visti i soddisfacenti risultati ottenuti, che lo stesso approccio di realizzazione, con frequenti cambi di studio nelle diverse fasi di registrazione, utili a mantenere un ambiente stimolante durante la lavorazione. La fase di scrittura è iniziata con le prime bozze di idee per i testi delle nuove canzoni, databili al settembre 1986: nonostante l'idea iniziale fosse quella di trattare come tematica generale del disco il tempo (il primo embrione di testo riguardava il brano Time Stand Still), i testi abbozzati per brani quali Second Nature e High Water trattavano una tematica riguardante piuttosto gli istinti primordiali e il temperamento.
Un primo incontro con Lee è servito a Peart per illustrare al compagno le prime liriche ancora in lavorazione, e viceversa a Lee per sottoporre a Peart alcune idee musicali, tutte composte sulla tastiera. Il successivo passo è stato il vero processo compositivo, iniziato in ottobre presso gli Elora Sound Studios: da una parte Peart stava definendo e perfezionando i testi, dall'altra Lifeson e Lee stavano scrivendo parti musicali prendendo spunto da precedenti idee individuali e dalle registrazioni dei sound check di vari show.
A differenza degli anni precedenti la band ha optato per non interrompere la fase creativa con i concerti di riscaldamento e ha quindi proseguito il lavoro in studio. In novembre erano pronte 8 canzoni, ma dato che il mezzo privilegiato di ascolto della musica era oramai diventato il CD, più lungo del disco in vinile, il gruppo ha deciso di realizzare un prodotto da 50 minuti circa, contenente 10 brani. Peter Collins in dicembre ha raggiunto la band in studio per dare il suo contributo con suggerimenti sulla struttura dei brani, in particolare è stato molto influente su Mission e Open Secret. 
Negli ultimi due giorni di lavorazione è stata composta Force Ten, prendendo spunto da testi di Pye Dubois, come già avvenuto in Tom Sawyer. Le registrazioni base per batteria, basso, tastiere, chitarre guida e tracce vocali sono state effettuate in circa 3 settimane presso i Manor Studios in Inghilterra, con "Jimbo" Barton come tecnico del suono; le sedute sono proseguite ai Ridge Farm Studios, sempre in Inghilterra, dove sono state aggiunte parti di tastiera da Andy Richards. Le sessioni sono poi continuate presso gli Air Studios di Montserrat e ancora al McPlace Studios di Toronto, per registrare le voci e chitarre aggiuntive; in quell'occasione Aimee Mann ha registrato le parti vocali per Time Stand Still. A inizio maggio 1987 il trasferimento a Parigi presso gli Studio Guillaume Tell per il missaggio finale.

### Copertina
La copertina del disco fu realizzata dal fotografo Glen Wexler. In particolare, l'immagine sul retro copertina dell'album, originariamente concepita per essere la copertina vera e propria e poi spostata all'interno nella versione in CD, raffigura l'attore Stanley Brock nelle vesti di un giocoliere che fa roteare in aria tre palle di fuoco, che alludono sia ai tre componenti il gruppo che al titolo dell'album («tieni in mano il tuo fuoco»); sullo sfondo, l'insegna verticale di un ristorante reca la scritta in caratteri giapponesi: 泰山 ossia: Tai Shan, titolo della nona traccia dell'album – e sotto un orologio segna le 21:12, riferimento all'album 2112 (1976); la foto contiene altri rinvii a copertine dei precedenti dischi del trio: ad esempio dietro la finestra di un palazzo si intravedono i due schermi televisivi apparsi su Power Windows (1985) e sul ciglio della strada c'è una colonnina antincendio simile a quella raffigurata su Signals (1982).

## Accoglienza
In seguito alla pubblicazione del disco la rivista Kerrang! licenzia una recensione entusiastica: Hold Your Fire viene definito un album di qualità, sostanza e coerenza; i Rush vengono apprezzati per la capacità di progredire musicalmente e sperimentare senza cadere nell'indulgenza. Tutte le canzoni vengono valutate come di alto livello e il disco come uno dei migliori dell'anno. Sounds vede una band in grande forma e in costante miglioramento. Abili strumentisti che realizzano come sempre un album profondo e complesso, ma ricco di melodie, dove il trio ha la capacità di valorizzare anche la semplicità, anche grazie al lavoro di produzione. All Music giudica Hold Your Fire come il migliore del ciclo degli ultimi 4 album: il suono risulta più caldo in precedenza, grazie alla combinazione di chitarre di Lifeson e tastiere di Lee, mentre come di consueto Peart è eccitante e innovativo. Tra i brani si evidenziano Force Ten, Time Stand Still e Turn the Page come i pezzi più immediati del disco, Prime Mover e Tai Shan definite misteriose, Lock and key in perfetto stile Rush e infine il miglior pezzo del disco, Mission con la sua bellezza pura.

## Tracce
Testi di Neil Peart, eccetto dove indicato, musiche di Geddy Lee e Alex Lifeson.
1. Force Ten – 4:31 (testo: Neil Peart, Pye Dubois)
2. Time Stand Still – 5:09
3. Open Secrets – 5:38
4. Second Nature – 4:36
5. Prime Mover – 5:19
6. Lock and Key – 5:09
7. Mission – 5:16
8. Turn the Page – 4:55
9. Tai Shan – 4:15
10. High Water – 5:33

## Formazione
Gruppo
- Geddy Lee - basso, voce, tastiere, bass pedals
- Alex Lifeson - chitarra elettrica ed acustica
- Neil Peart - batteria e percussioni acustiche ed elettroniche

Altri musicisti
- Aimee Mann  – voce su Time Stand Still
- Andy Richards - tastiere addizionali
- Steven Margoshes - arrangiamenti e conduzione orchestra
- Andrew Jackman - arrangiamenti e conduzione cori The William Faerey Engineering Brass Band

## Classifiche
| Classifica (1987) | Posizione massima |
| ----------------- | ----------------- |
| Stati Uniti       | 13                |

## Principali edizioni e formati
Hold Your Fire è stato pubblicato nel corso degli anni in varie edizioni, ristampe e formati; queste le principali:
- 1987, Anthem Records (solo Canada), formato: LP, CD
- 1987, Mercury Records, formato: LP, MC, CD
- 1997, Mercury Records, formato: CD, rimasterizzato
- 2016, Mercury Records, formato: LP (vinile 200 g.), rimasterizzato
- 2011, Mercury Records, all'interno del cofanetto Sector 3, formato: CD, rimasterizzato